# Nicola Di Bari (1970)
Nicola Di Bari è il secondo album di Nicola Di Bari, pubblicato su vinile a 33 giri e cassetta dalla RCA Italiana (catalogo PSL 10464) nel 1970.

## Il disco
Nell'album sono contenuti alcuni brani che sono usciti su 45 giri. In questo disco partecipano i fratelli Reverberi.

## Tracce
Lato A
1. Vagabondo (testo: Giulio D'Ercole, Alberto Morina – musica: Alberto Morina, Adriano Tomassini, Mario Vicari)
2. Se mai ti parlassero di me (Smile) (testo: Giorgio Calabrese – musica: Charlie Chaplin)
3. Dammi fuoco (Light My Fire) (testo: Vito Pallavicini – musica: Robby Krieger)
4. La mia donna (testo: Cesare De Natale – musica: Mac Davis)
5. Non ho avuto tempo per l'amore (testo: Nicola Di Bari – musica: Vito Tommaso)
6. La bamba (Ritchie Valens)

Lato B
1. La prima cosa bella (testo: Mogol – musica: Gian Franco Reverberi, Nicola Di Bari)
2. Eternamente (Limelight) (testo: Vincenzo Ardo – musica: Charlie Chaplin)
3. A Chicago (testo: Adrians, Palanka – musica: Paolo Dossena)
4. Il mondo è grigio, il mondo è blu (Le monde est gris, le monde est blu) (testo: Giorgio Calabrese – musica: Éric Charden, Jacques Monty)
5. Così ti amo (To love somebody) (testo: Franco Boldrini, Gino Paoli – musica: Barry Gibb, Robin Gibb, Maurice Gibb)
6. Senza te (testo: Éric Charden, Bourgeois, Riviere – musica: Paolo Dossena)

## Musicisti
- Nicola Di Bari - voce
- Orchestra di Gian Piero Reverberi - archi
- I 4 + 4 di Nora Orlandi - cori

Ne La prima cosa bella:
- Franz Di Cioccio - batteria
- Damiano Dattoli - basso
- Andrea Sacchi - chitarra
- Lucio Battisti - chitarra, cori
- Flavio Premoli - tastiera